# Rim Riahi
Rim Riahi (nacida el 17 de febrero de 1977) es una actriz tunecina, conocida por el papel de 'Hanène Lahmar' en la serie de televisión Naouret El Hawa.

## Biografía
Riahi nació el 17 de febrero de 1977 en Túnez. Está casada con el director tunecino Madih Belaïd y tiene tres hijos.

## Carrera
En 1997 inició su carrera como actriz en la serie de televisión El Khottab Al Bab en la que interpretó el papel de 'Raoudha'. Con el éxito de la serie, fue seleccionada para la película Moon Wedding de 1998 dirigida por Taïeb Louhichi. Luego, en 1999, apareció en la serie de televisión Ghalia dirigida por Moncef El Kateb.
A principios del nuevo milenio, recibió un papel principal en la  televisión, donde interpretó el papel de 'Lilia Mardoum-Srairi' en la popular serie Gamret Sidi Mahrous dirigida por Slaheddine Essid en 2002. En 2006, interpretó el papel de 'Zohra' en la serie Hayet Wa Amani de Mohamed Ghodhbane.
En 2014, protagonizó la serie de televisión Naouret El Hawa, dirigida por su esposo Belaïd. Recibió el premio a la Mejor Actriz por su papel de 'Hanène Lahmar' en la serie Naouret El Hawa el mismo año. Ganó el Ramadán Star Award en los premios Romdhane otorgados por Mosaïque FM.

## Filmografía
- 1998: Moon Wedding, by Taïeb Louhichi
- 2006: Ellombara, by Ali Abidi
- 2010: The Last Hour, by Ali Abidi

## Series de televisión
- 1997: El Khottab Al Bab (temporada 2), de Slaheddine Essid
- 1999: Ghalia, de Moncef El Kateb
- 2002: Gamret Sidi Mahrous, de Slaheddine Essid
- 2005: Mal Wa Amal, de Abdelkader Jerbi
- 2006: Hayet Wa Amani, de Mohamed Ghodhbane
- 2010: Njoum Ellil (temporada 2), de Madih Belaïd
- 2014-2015: Naouret El Hawa, de Madih Belaïd
- 2016: Al Akaber, de Madih Belaïd